# Aleurocanthus hibisci
Aleurocanthus hibisci là một loài côn trùng cánh nửa trong họ Aleyrodidae, phân họ Aleyrodinae.
Aleurocanthus hibisci được Corbett miêu tả khoa học đầu tiên năm 1935.